# Кигома (регион)
Кигома је један од 26 административних региона у Танзанији. Главни град региона је Кигома. Регион се граничи са регионом Кагера и Бурундијем на северу, са регионима Шињанга и Табора на истоку, а на југу са регионом Руква. На западу се налази језеро Тангањика које представља границу са ДР Конгом. Површина региона је 45.066 km², од чега је 37.037 km² копнене површине и 8,029 km² водене површине.
Према попису из 2002. године у региону Кигома је живело 1 679 109 становника. 

## Дистрикти
Регион Кигома је административно подељен на 4 дистрикта: Кибондо, Касулу, Кигома - урбани и Кигома - рурални.